# Grebenac
Grebenac (en serbe cyrillique : Гребенац ; en roumain Grebenaț ; en hongrois : Gerebenc) est un village de Serbie situé dans la province autonome de Voïvodine. Il fait partie de la municipalité de Bela Crkva dans le district du Banat méridional. Au recensement de 2011, il comptait 817 habitants.
Grebenac est officiellement classé parmi les villages de Serbie.

## Démographie

### Évolution historique de la population
| 1948  | 1953  | 1961  | 1971  | 1981  | 1991  | 2002  | 2011 |
| ----- | ----- | ----- | ----- | ----- | ----- | ----- | ---- |
| 2 127 | 2 173 | 2 129 | 2 040 | 1 893 | 1 608 | 1 017 | 817  |

|  |

## Personnalité
- Le poète serbe d'origine roumaine Vasko Popa (1922-1991) est né à Grebenac.